# Prosper Teughels
Prosper Jean Ghislain (Marchienne-au-Pont, 19 september 1889 - Charleroi, 19 november 1942) was een Belgisch volksvertegenwoordiger.

## Levensloop
Teughels, handelaar van beroep, werd in 1936 verkozen tot Rex-volksvertegenwoordiger voor het arrondissement Charleroi. Hij vervulde dit mandaat tot aan de verkiezingen van 1939.
In 1938 werd hij verkozen tot gemeenteraadslid van Charleroi.
Door secretaris-generaal Gérard Romsée werd hij op 28 mei 1941 tot burgemeester van Charleroi benoemd en op 28 augustus 1942 tot burgemeester van Groot-Charleroi. Op 19 november 1942 werd hij vermoord door de partizaan Victor Thonet.